# Ellesse Grand Prix 1986
Il Ellesse Grand Prix 1986 è stato un torneo di tennis giocato sulla terra rossa, che ha fatto parte del Virginia Slims World Championship Series 1986. Si è giocato a Perugia in Italia dal 07 al 11 luglio 1986.

## Campionesse

### Singolare
Nathalie Herreman ha battuto in finale  Csilla Bartos-Cserepy per 6-2, 6-4.

### Doppio
Carin Bakkum /  Nicole Jagerman hanno battuto in finale  Csilla Bartos /  Amy Holton per 6-4,6-4